# Trisopterus
Trisopterus – rodzaj morskich ryb z rodziny dorszowatych (Gadidae).

## Zasięg występowania
Północno-wschodni Ocean Atlantycki.

## Klasyfikacja
Gatunki zaliczane do tego rodzaju:
- Trisopterus capelanus – doruta[3]
- Trisopterus esmarkii – okowiel[3]
- Trisopterus luscus – bielmik[3]
- Trisopterus minutus – karlik[3]

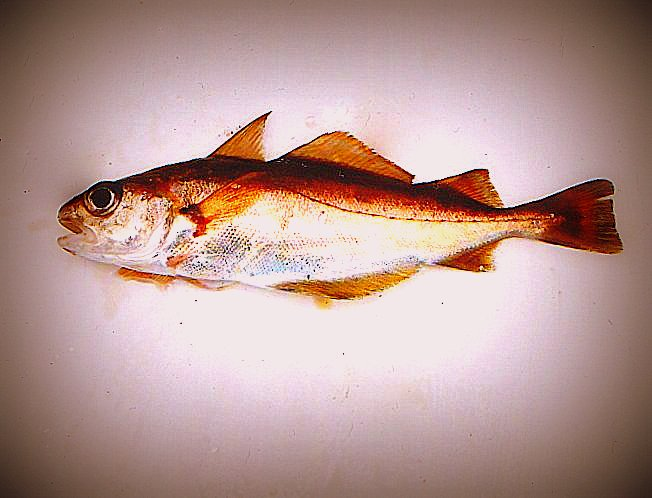
Trisopterus minutus